# Brainerd
Brainerd – miasto w Stanach Zjednoczonych, w stanie Minnesota, siedziba administracyjna hrabstwa Crow Wing.